# Terricolichnus permicus
Terricolichnus permicus is een platworm (Platyhelminthes). De worm is tweeslachtig. De soort leeft in in of nabij zoet water.
De platworm komt uit het geslacht Terricolichnus. Terricolichnus permicus werd in 1988 beschreven door Alessandrello, Pinna & Teruzzi.